# Ajna

Ajñā chakra a deux pétales, l'un se rapporte au soleil, l'autre à la lune

Ājñā (sanskrit selon IAST) est le sixième des sept chakras majeurs du tantrisme hindou et plus particulièrement du Haṭhayoga. La traduction du mot sanskrit au sens littéral est : « centre de commandes ».

## Localisation
Ājñā chakra est localisée dans le cerveau au niveau de l'hypophyse (anciennement appelée glande pituitaire), on localise généralement au niveau de l'épiphyse (anciennement glande pinéale et où Descartes situe le siège de l'âme) le sahasrāra cakra. Pour le débutant, il vaut mieux chercher avec le kshetram qui, pour ce chakra, se situe entre les deux sourcils. Des exercices de kriya yoga tel trataka aident à trouver ce chakra qui se veut juste au-dessus de la moelle osseuse.

## Représentation
Sa représentation est composée de deux pétales horizontaux qui sont autour d'un cercle. Un lingam en pierre noire est un de ses attributs, entouré d'un triangle équilatéral rouge pointé vers le bas ; le Soleil et la Lune sont aussi associés chacun à un pétale. Le son, la mantra Om est l'attribut de ce chakra.

## Canaux
Les deux pétales de ājñā chakra sont censés représenter iḍā et Piṅgalā, deux des nāḍī, l'un masculin, l'autre féminin, d'où cette association avec le Soleil et la Lune. Le rond central de liaison entre les deux pétales est associé à suṣumṇā.

## Bija mantra
Les deux bija mantra des deux pétales sont pour le gauche Ham, pour le droit Ksham.

## Fonction
Ājñā chakra est considérée comme le troisième œil et le lieu du mental. L'action de  ājñā chakra correspond au sixième sens, à l'intuition. Ājñā contrôle le mental(Manas (sanskrit)). Le lingam noir a un rapport avec le corps subtil et notamment son propre corps subtil.

## Ajna dessinée

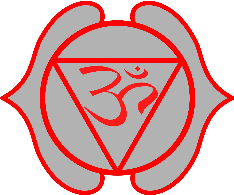
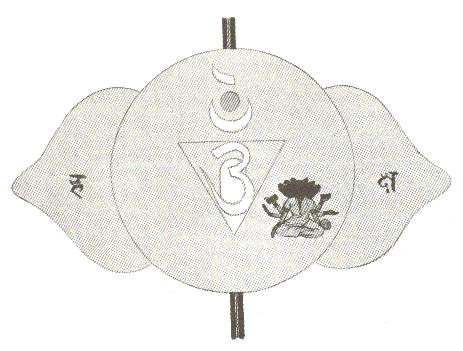
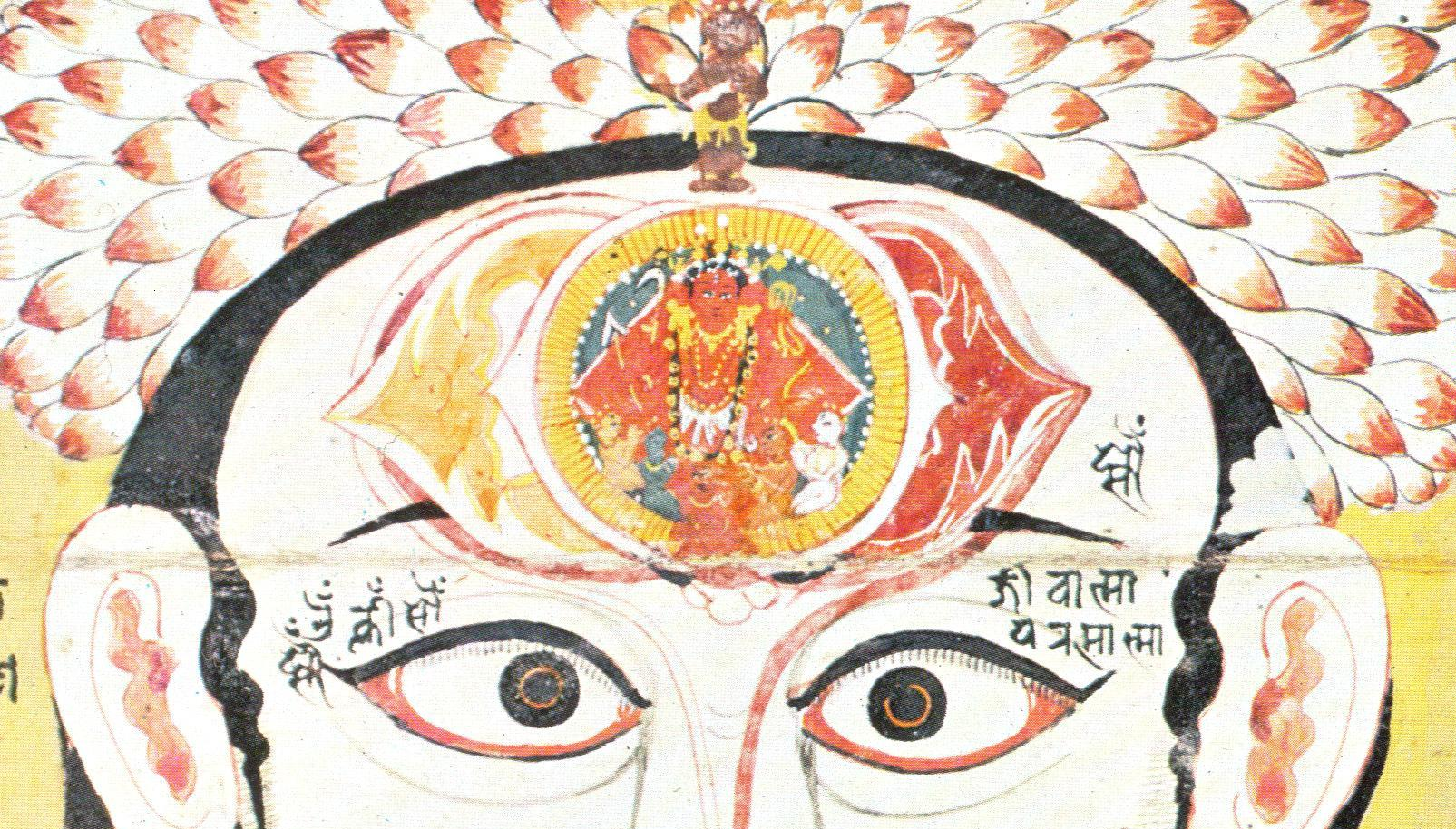
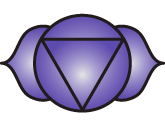

## Comparaisons avec les autres religions
- Dans le bouddhisme tibétain, ce chakra est souvent dénommé troisième œil[3].
- Dans le Qigong, la localisation de ajna chakra est assimilable au plus haut point énergétique, au plus haut dantian de cette philosophie[4].
- Dans la Kabbale, il y a un point de localisation entre les deux yeux physiques, qui est au sixième niveau. Ils sont appelés Chokmah et Binah[5].

## Source
- Swami Satyananda Saraswati, Kundalini Tantra, publié en France chez éditions Swam, édition de 2005, pages 168 et suivantes,  (ISBN 9782950338976).

- (en) Cet article est partiellement ou en totalité issu de l’article de Wikipédia en anglais intitulé « Ajna » (voir la liste des auteurs).